# Noragugume
Noragugume ist ein Ort in der Provinz Nuoro in der italienischen Region Sardinien mit 274 Einwohnern (Stand 31. Dezember 2023).
Noragugume liegt 47 km westlich von Nuoro.
Im Ort befindet sich der Menhir „Sa Perda 'e Taleri“ und die Nuraghe Tolinu.
Die Nachbargemeinden sind Bolotana, Dualchi, Ottana, Sedilo (OR) und Silanus.